# Exsertotheca crispa
Exsertotheca crispa là một loài rêu trong họ Neckeraceae. Loài này được (Hedw.) S. Olsson, Enroth & D. Quandt mô tả khoa học đầu tiên năm 2011.